# ジョセフ・エランガ
ジョセフ・エランガ（Joseph Elanga Fils、1979年5月2日 - ）は、カメルーンの元サッカー選手。元カメルーン代表。ポジションはディフェンダー。

## 来歴
1995年にカメルーン代表デビュー。出場機会は無かったが1998 FIFAワールドカップのメンバーにも選ばれた。2002年までに3試合に出場した。

## 代表歴

### 出場大会
- カメルーン代表
  - 1998 FIFAワールドカップ

### 試合数
- 国際Aマッチ 3試合 0得点（1995年-2002年）[1]

| カメルーン代表 | 国際Aマッチ | 国際Aマッチ |
| 年             | 出場        | 得点        |
| -------------- | ----------- | ----------- |
| 1995           | 1           | 0           |
| 1996           | 0           | 0           |
| 1997           | 0           | 0           |
| 1998           | 1           | 0           |
| 1999           | 0           | 0           |
| 2000           | 0           | 0           |
| 2001           | 0           | 0           |
| 2002           | 1           | 0           |
| 通算           | 3           | 0           |